# ウォンバット (小惑星)
ウォンバット (6827 Wombat) は、太陽系の小惑星帯を形成する小惑星の一つである。
浦田武が、静岡県清水市（現静岡市清水区）日本平にあった天体観測施設日本平・大平ステーション (en) で発見した。
オーストラリア大陸およびタスマニア島に棲息する有袋類のウォンバットにちなんで命名された。